# Mjölsjön (Tjärstads socken, Östergötland)
Mjölsjön är en sjö i Kinda kommun i Östergötland och ingår i Motala ströms huvudavrinningsområde.